# Real Betis Balompié 2011-2012
Questa pagina raccoglie i dati riguardanti il Real Betis Balompié nelle competizioni ufficiali della stagione 2011-2012.

## Stagione
Il Real Betis finisce al tredicesimo posto in classifica.
In Coppa del Re la squadra arriva ai trentaduesimi di finale.

## Maglie e sponsor
CIRSA

## Rosa
| N. |                     | Ruolo | Calciatore       |
| -- | ------------------- | ----- | ---------------- |
| 1  | Spagna (bandiera)   | P     | Iñaki Goitia     |
| 2  | Spagna (bandiera)   | D     | Isidoro          |
| 3  | Spagna (bandiera)   | D     | Mario            |
| 4  | Spagna (bandiera)   | D     | Antonio Amaya    |
| 5  | Spagna (bandiera)   | D     | José Dorado      |
| 6  | Serbia (bandiera)   | D     | Duško Tošić      |
| 7  | Spagna (bandiera)   | C     | Juanma Gómez     |
| 8  | Spagna (bandiera)   | C     | Javier Matilla   |
| 9  | Spagna (bandiera)   | A     | Jonathan Pereira |
| 10 | Spagna (bandiera)   | C     | Beñat            |
| 11 | Spagna (bandiera)   | C     | Momo             |
| 13 | Spagna (bandiera)   | P     | Casto            |
| 14 | Spagna (bandiera)   | C     | Salva Sevilla    |
| 15 | Spagna (bandiera)   | D     | Ustaritz         |
| 16 | Paraguay (bandiera) | A     | Roque Santa Cruz |

| N. |                       | Ruolo | Calciatore        |
| -- | --------------------- | ----- | ----------------- |
| 17 | Spagna (bandiera)     | D     | Javi Chica        |
| 18 | Brasile (bandiera)    | C     | Iriney            |
| 19 | Spagna (bandiera)     | A     | Jorge Molina      |
| 20 | Ecuador (bandiera)    | C     | Jefferson Montero |
| 21 | Spagna (bandiera)     | C     | José Cañas        |
| 22 | Portogallo (bandiera) | D     | Nélson            |
| 23 | Spagna (bandiera)     | D     | Nacho             |
| 24 | Spagna (bandiera)     | A     | Rubén Castro      |
| 25 | Spagna (bandiera)     | P     | Fabricio          |
| 26 | Spagna (bandiera)     | D     | Miki Roqué        |
| 27 | Spagna (bandiera)     | C     | Álvaro Vadillo    |
| 28 | Spagna (bandiera)     | C     | Ezequiel          |
| 35 | Spagna (bandiera)     | C     | Alejandro Pozuelo |
| 36 | Spagna (bandiera)     | D     | Álex Martínez     |